# Albert Brodbeck
Albert Georg Brodbeck (* 29. Januar 1864 in Unterriexingen; † 23. Januar 1938 in Ludwigsburg) war ein deutscher Verwaltungsbeamter.

## Leben
Brodbeck wurde als Sohn eines Rentamtmanns in Unterriexingen geboren. Er studierte ab 1883 Regiminalwissenschaften an der Universität Tübingen und bestand 1887 die erste, 1889 die zweite Dienstprüfung. Seit 1884 war er Mitglied der Studentenverbindung Landsmannschaft Ghibellinia Tübingen.
1889/90 war er stellvertretender Amtmann beim Oberamt Neresheim, 1891/92 Assistent in Heidenheim, davon fünf Monate als stellvertretender Amtmann und Amtsanwalt. Von März bis Juni 1892 amtierte er als stellvertretender Amtmann beim Oberamt Nagold, Juli bis Dezember 1892 in gleicher Funktion beim Oberamt Öhringen, Januar bis Oktober 1893 beim Oberamt Heilbronn, dann beim Oberamt Gaildorf. 1895 wurde er Amtmann beim Oberamt Weinsberg, dann in Ludwigsburg. 1900 trat Brodbeck als Hilfsarbeiter und (ab 1901) Sekretär beim Ministerium des Innern in Stuttgart ein. 1908 wurde er Oberamtmann des Oberamts Leonberg. 1919 wechselte er zur Regierung des Neckarkreises in Ludwigsburg, wo er ab 1920 als Kollegialrat beschäftigt war. Nach Auflösung der Kreisregierungen wurde er 1924 in den zeitweiligen Ruhestand versetzt. 1924 bis 1926 war er Berichterstatter der Ministerialabteilung für Bezirks- und Körperschaftsverwaltung, ab 1925 im Rang eines Oberregierungsrats. 1926 trat er endgültig in den Ruhestand.
Brodbeck wurde auf dem Friedhof Markgröningen begraben.